# رابرت اف آورمایر
رابرت اف آورمایر (به انگلیسی: Robert F. Overmyer) فضانورد اهل کشور ایالات متحده آمریکا است که در ۱۴ ژوئیهٔ ۱۹۳۶ میلادی در لورین، اوهایو زاده شد. وی در مأموریت اس‌تی‌اس-۵، اس‌تی‌اس-۵۱-بی حضور داشته است.